# Ивачинская
Ивачинская — деревня в Харовском районе Вологодской области.
Входит в состав Ильинского сельского поселения, с точки зрения административно-территориального деления — в Ильинский сельсовет.
Расстояние по автодороге до районного центра Харовска — 33 км, до центра муниципального образования Семенихи — 8 км.
По переписи 2002 года население — 1 человек.